# De l'autre côté du miroir (court métrage d'animation)
Pour les articles homonymes, voir De l'autre côté du miroir (homonymie).
Pour plus de détails, voir Fiche technique et Distribution.
De l'autre côté du miroir ou À travers le miroir (Thru the Mirror) est un court métrage d'animation américain de la série Mickey Mouse réalisé par David Hand pour les studios Disney et sorti en 1936. Il est inspiré du roman de Lewis Carroll De l'autre côté du miroir (1871).

## Synopsis
Mickey, qui s'est endormi en lisant le célèbre roman de Lewis Carroll De l'autre côté du miroir, se dédouble. Son subconscient traverse alors la glace accrochée au mur de sa chambre, de l'autre côté de laquelle les meubles et autres objets sont vivants. Après avoir dégusté une noix, notre héros grandit puis rapetisse jusqu'à ressembler à une véritable souris. Le téléphone, posé sur une table, reçoit un appel et lance sa ligne à Mickey. Celui-ci s'en aide pour rejoindre le combiné téléphonique et au terme d'un dialogue de sourd, l'appareil se sert de son fil comme d'une corde à sauter — prétexte à un numéro de claquettes puisqu'une radio s'est allumée toute seule et diffuse de la musique. Le danseur est envoyé dans un cendrier, dont un élément amovible devient un haut-de-forme tandis qu'une allumette fait office de canne. Nouveau numéro jusqu'à la découverte de cartes à jouer qui exécutent à leur tour une marche militaire suivie d'une chorégraphie plutôt élaborée.
On voit bientôt Mickey danser avec une carte représentant la reine de cœur sous les traits, caricaturés pour l'occasion, de l'actrice Greta Garbo[réf. souhaitée]. Un joker, qui jongle pour distraire la carte du roi de même couleur, attire son attention sur le couple évoluant non loin de là. Le roi interrompt la danse, écarte la reine et gifle la souris avant de l'attaquer avec ses  deux épées. Mickey s'empare d'une aiguille à coudre et combat la carte jalouse, que sa défaite au terme de ce duel n'empêche nullement d'appeler toutes les autres cartes de la pièce en renfort. La scène qui suit est une véritable bataille entre Mickey et ces dernières.

## Fiche technique
- Titre original : Thru the Mirror
- Titre français : De l'autre côté du miroir ; À travers le miroir (titre alternatif)
- Autres titres[1] :
  - Argentine/Espagne : A través del espejo
  - Suède : I drömmarnas rike, Igenom spegeln, Musse Pigg i Underlandet, Musse Pigg och trollspegeln
- Série : Mickey Mouse
- Réalisation : David Hand
- Scénario : William Cottrell, Joe Grant, Bob Kuwahara
- Animation : Carl Barks, Hardie Gramatky, Dick Lundy, Bob Wickersham
- Musique : Frank Churchill, Leigh Harline, Paul J. Smith
- Production : Walt Disney
- Société de production : Walt Disney Productions
- Société de distribution :  United Artists
- Pays :  États-Unis
- Langue : anglais
- Format d'image : Couleur (Technicolor) - 35 mm - 1,37:1 - son mono (RCA Sound System)
- Durée : 9 min
- Dates de sortie : 
  - États-Unis : 30 mai 1936[2]

## Distribution

### Voix originales
- Walt Disney : Mickey Mouse

### Voix françaises

#### 1erdoublage (1989)
- Jean-Paul Audrain : Mickey Mouse
- Roger Carel : Le Roi de cœur

#### 2edoublage (2011)
- Laurent Pasquier[3] : Mickey Mouse
- Michel Dodane : le téléphone / la commode / une carte

## À noter
- Neil Sinyard écrit que le statut de star de Mickey Mouse lui a permis d'obtenir le rôle-titre dans cette adaptation du roman de Lewis Carroll De l'autre côté du miroir[4].